# Matt Hall

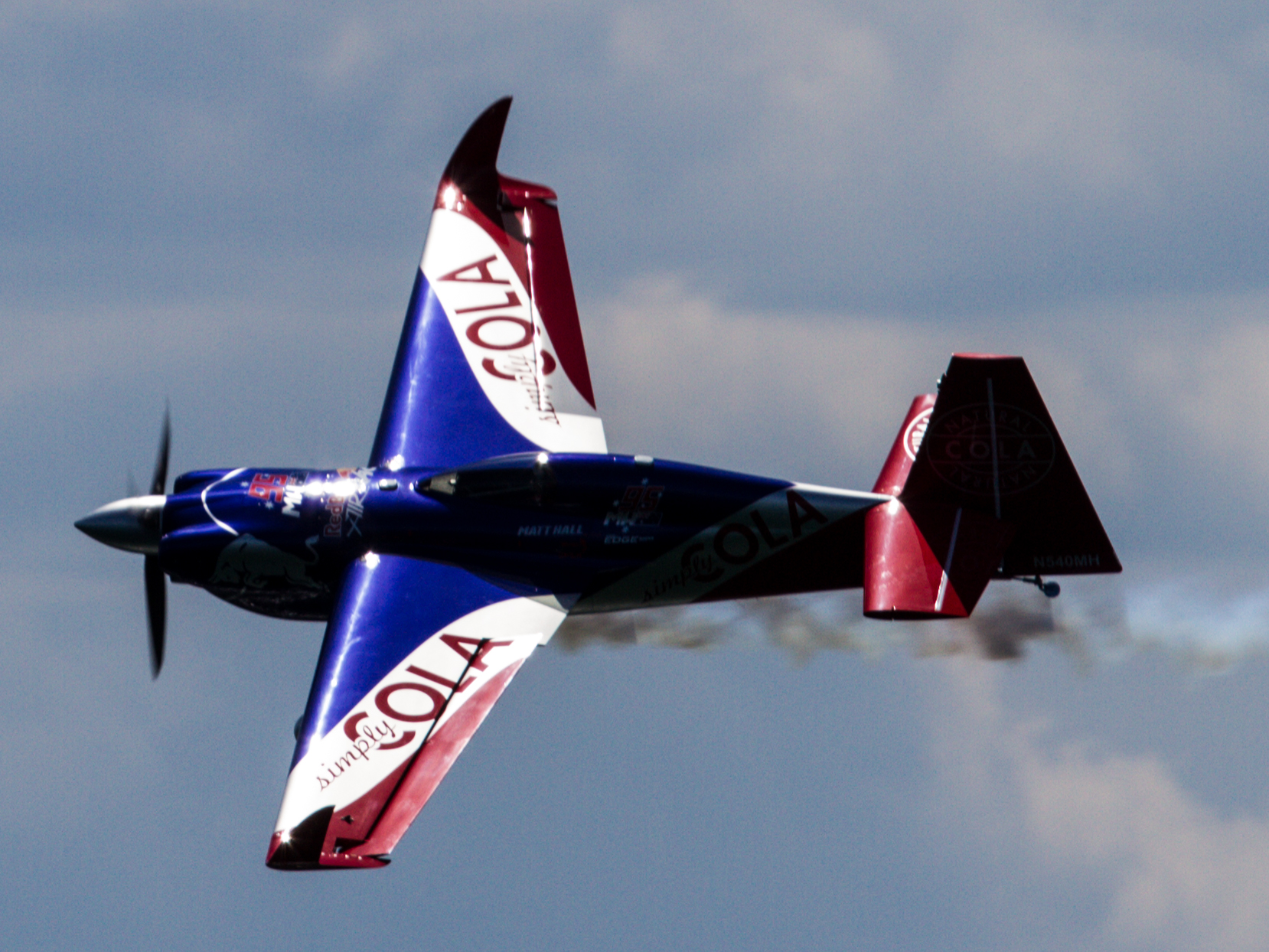
2017 Red Bull Air Race of Chiba - N540MH

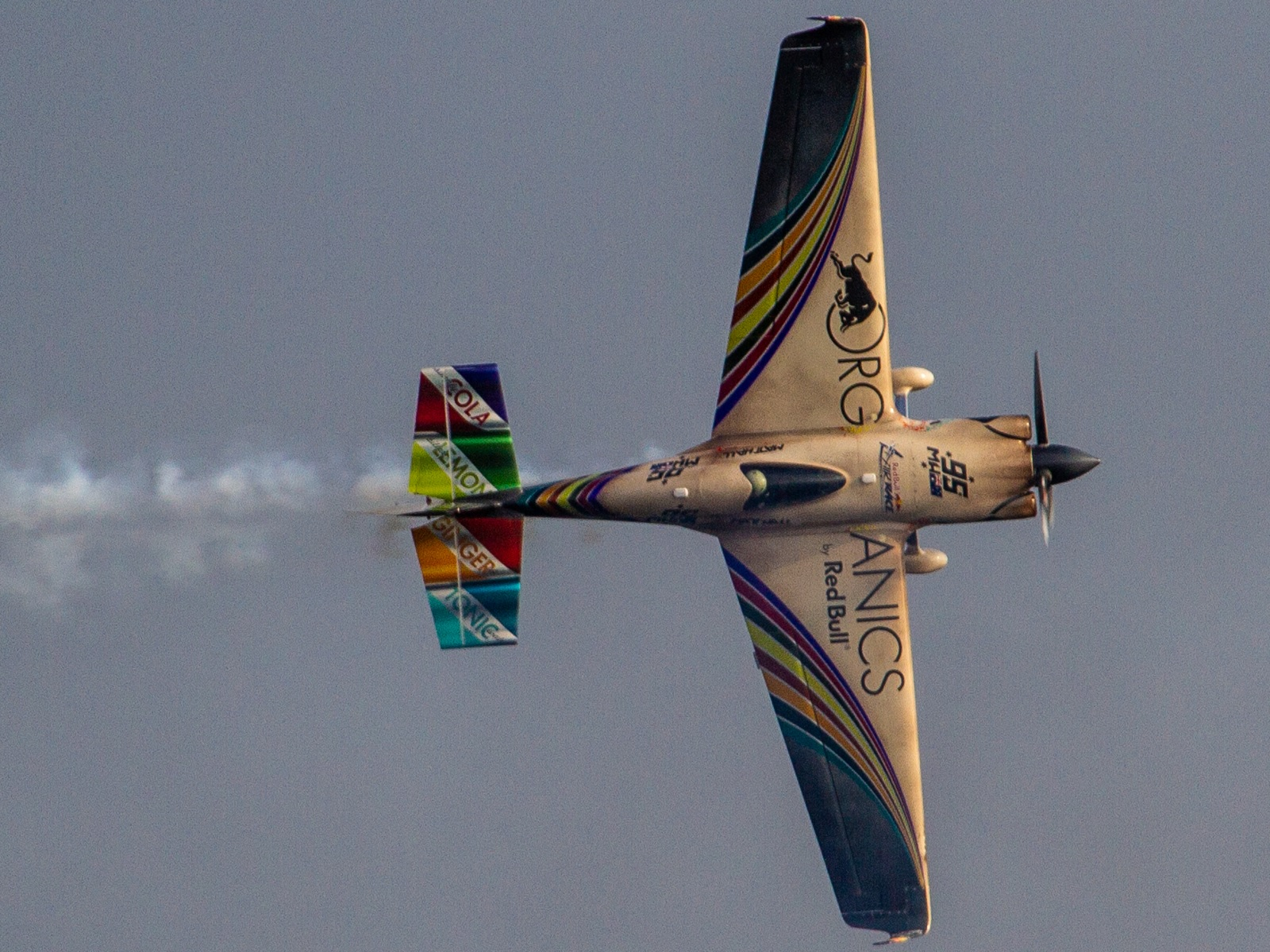
2018 Red Bull Air Race of Chiba - N540MH

Matt Hall (Merewether, New South Wales, 16 september 1971) is een Australisch piloot, een voormalig Royal Australian Air Force-instructeur (RAAF), internationaal kunstvlieger en de eerste Australiër die deel mocht nemen aan de Red Bull Air Race World Series, waar hij mee begon in 2009. Hij had een goed debuutseizoen en sloot af met een derde plaats in het kampioenschap, op gepaste afstand achter Paul Bonhomme en Hannes Arch. Zijn beste resultaat was een derde plaats in de Portugese ronde.
In de Canadese ronde van het kampioenschap van 2010 stortte Hall bijna in de Detroit River, maar hij wist het tot een goed einde te brengen. Hij werd wel gediskwalificeerd en mocht ook niet deelnemen aan de volgende ronde in de Verenigde Staten.